# Pascal Rebetez
Pour les articles homonymes, voir Rebetez.
 (février 2023).
Si vous disposez d'ouvrages ou d'articles de référence ou si vous connaissez des sites web de qualité traitant du thème abordé ici, merci de compléter l'article en donnant les références utiles à sa vérifiabilité et en les liant à la section « Notes et références ».
Pascal Rebetez, né le 11 janvier 1956 à Delémont est un écrivain et ancien éditeur suisse.

## Biographie
Il étudie le théâtre à Genève. Il participe ensuite à la création de Radio Fréquence Jura, puis est engagé à la Télévision suisse romande (RTS) en 1989 qu'il quitte en 2016. Il est auteur de pièces de théâtre, de récits et de poésies, Il fonde les Éditions d'autre part en 1997 qu'il anime jusqu'en 2020.
Il vit entre le Valais et la Crète. 

## Réalisations

### Publications (extrait)
- Le Meilleur du monde, théâtre, L'Aire, 1992
- L'amour borgne, roman, Canevas, 1995
- La route étroite du lierre, poésie, éditions d'autre part, 1997
- Duolithique, Conversation avec la pierre, poésie (photographies d'Alan Humerose), éditions d'autre part, 1997
- En pure perte, nouvelles, L'Hèbe, 2000
- Calendrier des sèves, poésie, (peintures de Léonard Félix), éditions d'autre part, 2001
- Passions, poésie, L'Aire, 2003
- Les mots savent pas dire, théâtre, Campoche, 2005
- On m'appelait Judith Scott, monologue, Collection de l'Art brut, 2006
- Un voyage central et autres récits nomades, L'Hèbe, 2006
- Au lieu des corps, poèmes, Éditions Encre & Lumière, 2008
- Je t’écris pour voir, récits de voyage, Éditions de l’Hèbe, 2009
- Les prochains. Vingt-cinq portraits, éditions d'autre part, 2012
- Poids lourd, éditions d'autre part, 2017
- Tenir sur les talus, éditions de l'Aire, 2021

### Émissions radio
- Journal infime.

### Émissions TV
- Viva ;
- Magellan ;
- Les Grands Entretiens ;
- Photos de famille ;
- Vu à la télé ;
- Temps présent ;
- Passe-moi les Jumelles